# Don’t Take Your Guns to Town
Don’t Take Your Guns to Town ist eine Country-Ballade von Johnny Cash, die im November 1958 bei Columbia Records unter der Produktion von Don Law als Single und 1959 auf dem Album The Fabulous Johnny Cash veröffentlicht wurde. Auf der B-Seite der Single befand sich I Still Miss Someone.
Das Stück hielt sich sechs Wochen auf Platz 1 der Billboard Country Songs und war Cashs erster Nummer-eins-Hit für Columbia. In den Billboard Pop Charts gelangte der Song bis Platz 32. Außerdem wurde es mit einem BMI Award ausgezeichnet.

## Inhalt
Der Songtext spielt im Wilden Westen. Der junge Billy Joe wird von seiner Mutter darum gebeten, seine Waffen nicht mit in die Stadt zu nehmen. Er kommt dieser Bitte nicht nach und versucht die Mutter damit zu beruhigen, dass er sagt, er könne genauso gut und schnell schießen wie jeder andere, würde aber niemals ohne Grund zur Waffe greifen. In einem Saloon gerät er mit einem Fremden aneinander und wird, bevor er selbst ziehen kann, von ihm erschossen.

## Entstehung
Cash schrieb das Stück während seiner Zeit in der Air Force in Landsberg am Lech. Laut seinen eigenen Worten ist die Melodie des Songs dem alten irischen Traditional Clancy Lowered the Boom entnommen. Am 13. August 1958 nahm er den Song mit Luther Perkins an der Gitarre, Marshall Grant am Bass und Buddy Harman am Schlagzeug auf. Cash spielte die Rhythmusgitarre.

## Neuaufnahmen
Die erste Neuaufnahme des Songs entstand 1974 für das Album Junkie and the Juicehead Minus Me. Eine zweite folgte 1988 für Classic Cash. Eine akustische Live-Version des Stücks erschien 1998 auf VH1 Storytellers.